# St. Jakob in Defereggen (Dorf, Gemeinde St. Jakob in Defereggen)
St. Jakob in Defereggen, auch als Bürgerschaft bezeichnet, ist ein Dorf der Fraktion Unterrotte und der Hauptort der Gemeinde St. Jakob in Defereggen im Defereggental (Osttirol).

## Geographie
Das Dorf St. Jakob in Defereggen liegt an der Einmündung des Tals des Trojer Almbachs in das Tal der Schwarzach (Defereggental). Der Trojer Almbach bildet dabei die Grenze zur Fraktion Innerrotte, eine Grenze die durch das Zusammenwachsen des Dorfes mit der Innerrotte nur noch wenig Bedeutung hat. Im Westen bildet der Steinerbach die Grenze zur Fraktion Oberrotte, lediglich der zur Oberrotte zählende Einzelhof Steingarten liegt östlich des Baches. Nicht zum Dorf zählen im engeren Sinn die nördlich des Dorfs an den sonnseitigen Abhängen des Defereggentals gelegenen Einzelhöfe bzw. Hofgruppen Neuhaus, Außerberg und Trojen. Das Gebiet südlich der Schwarzach ist mit Ausnahme eines Gebäudes der Lichtgenossenschaft unverbaut.

## Geschichte
Auf dem Gebiet des Dorfes St. Jakob wurden im Mittelalter die Schwaigen (Urhöfe) Sand, Unterkirchen und Kröll angelegt, wobei es sich bei den beiden letzteren um Doppelschwaigen handelte. Die Schwaige Unterkirchen (unter der Kirchen oder auch Gassen) befand sich unterhalb des ehemaligen Kirchengebäudes am heutigen Friedhof und unterstand der Grundherrschaft der Herrschaft Lienz. Zum Grund der Doppelschwaige gehörte im Westen der Casparboden und die Kirchegge, im Osten die Flure Haderleiten, Meßnergarten, Scheiblgarten sowie Unterrn Rain. Im südlichen Randgebiet wurden im 17. Jahrhundert das Erz-Schmelzwerk und das Handelshaus errichtet. Die Doppelschwaige Kröll erhielt ihren Namen vom Wort krellen (scharren, kratzen), ein Hinweis auf den hier beginnenden Ackerbau, wo die Viehhalter mit dem Aufkrallen des Bodens begannen. Der westliche Teil der Schwaige mit den Namen Kofl und Größnig unterstand der görzischen Kaplanei Ravensburg - Benefizium Liebburg. Der östliche Teil (Steinpizent) unterstand der Grundherrschaft des Schloss Bruck.
Während die Schwaigen Unterkirchen und Kröll bereits 1299 urkundlich erwähnt wurden, entstand die dritte Schwaige Sand erst später. Zunächst rodete man ausgehende von den beiden Kröllschwaigen den Talboden und sicherte das gewonnene Neuland durch Verbauung des linken Ufers der Schwarzach. Auf Grund der sandigen Böden die durch Ablagerungen der Schwarzach entstanden erhielt das Neuland die Bezeichnung „Am Sand“. Zur Neugründung gehörte auch der Sandanger und der Erschpan, die ersten Behausungen wurden im Bereich der Häuser Unterrotte 18 bis 20 errichtet, unter anderem der Sandwirt. Durch den Boom des Bergbaus in der zweiten Hälfte des 16. Jahrhunderts erfolgte von der Schwaige Sand aus die Rodung südwärts bis fast an das Ufer der Schwarzach. Auf Grund des vorherrschenden Weiden- und Erlengestrüpps erhielt die Flur den Namen Weiden. Es folgte die Errichtung von drei Behausungen in Oberweiden (am Südrand der Schwaige Sand) und von drei Behausungen in Unterweiden (östlich von Oberweiden). Als letztes wurde der „Einfang in Oberweiden“ gerodet, der bis zum Ufer der Schwarzach reichte.
Das Dorf St. Jakob wird in den Ortsverzeichnissen der Statistik Austria nicht immer separat ausgewiesen. Anfangs wurde zwischen den Teilen der Unterrote nicht oder nur rudimentär unterschieden, teilweise auch der Name Unterrotte für das Dorf St. Jakob verwendet. So wird noch 1923 die Unterrotte in die Ortschaften Außerberg, Innerberg und das Dorf Unterrotte unterteilt, wobei das Dorf damals 160 Einwohner in 26 Gebäuden zählte. 1951 wurden für das Dorf Bürgerschaft, auch Unterrotte bereits 224 Einwohner in 38 Gebäuden gezählt, wobei die Hofstellen Kofel und Neuhaus als Einzelhöfe separat vom Dorf ausgewiesen wurden. 1961 lebten in der Bürgerschaft 162 Menschen in 35 Gebäuden, wobei hier neben Neuhaus und Kofel auch das Barmer Heim und die Rotte Sand und Weiden (mit 58 Einwohnern in 20 Gebäuden) gezählt wurden. Im Jahr 1971 unterschied die Statistik Austria nur noch Kofel und Neuhaus von der Burgerschaft, in der 305 Menschen in 67 Wohnhäusern und sieben sonstigen Gebäuden, 1981 lebten 340 Menschen in 77 Wohngebäuden, hinzu kamen 11 weitere Gebäude.

## Bauwerke
Das Tiroler Kunstkataster weist für die Ortschaft 18 Einträge auf, wobei 16 Objekte noch bestehen. Unter Denkmalschutz stehen dabei das Handelshaus St. Jakob aus dem 17. Jahrhundert, das 1927 errichtete Kriegerdenkmal, die 1839 geweihte Pfarrkirche St. Jakob in Defereggen und der Friedhof mit Friedhofskapelle und Nischenbildstock. Des Weiteren bestehen im Ortszentrum und an der Defereggentalstraße mehrere Wegkreuze, die alle aus dem 20. Jahrhundert stammen. Aus der bäuerlichen Baukultur listet der Kunstkataster den im Kern aus dem 18. Jahrhundert stammenden Einhof Weißkopf (Unterrotte 22), das mit Baukern aus dem 17. Jahrhundert erhaltene Wohngebäude Jöser (Unterrotte 16) und das Wohnhaus Jette Weiden (Unterrotte 14) aus dem 19. Jahrhundert. Hinzu kommen einige landwirtschaftliche Nebengebäude.

## Wirtschaft und Infrastruktur
Das Dorf beherbergt eine zweiklassige Volksschule und eine vierklassige Mittelschule, die einzige Polizeiinspektion des Defereggentals sowie eine Zweigstelle des Roten Kreuzes. Ebenso finden sich im Dorf zwei Bankfilialen, eine Bücherei, der einzige Lebensmitteleinzelhandel der Gemeinde sowie ein Zeughaus der Freiwilligen Feuerwehr. Im Dorf bestehen noch sechs landwirtschaftliche Betriebe. Es sind dies die Hofstellen Gossn-Anders oder Gassen Anders (Unterrotte 90), Kröll (Unterrotte 90), Stocker oder Oberstocker (Unterrotte 42), Stinlis (Unterrotte 77), Jöser (Unterrotte 16) und Weidenschuster (Unterrotte 102). Hauptwirtschaftszweig ist jedoch der Tourismus mit mehreren Hotels und Pensionen.